# 안뜰 (성곽)

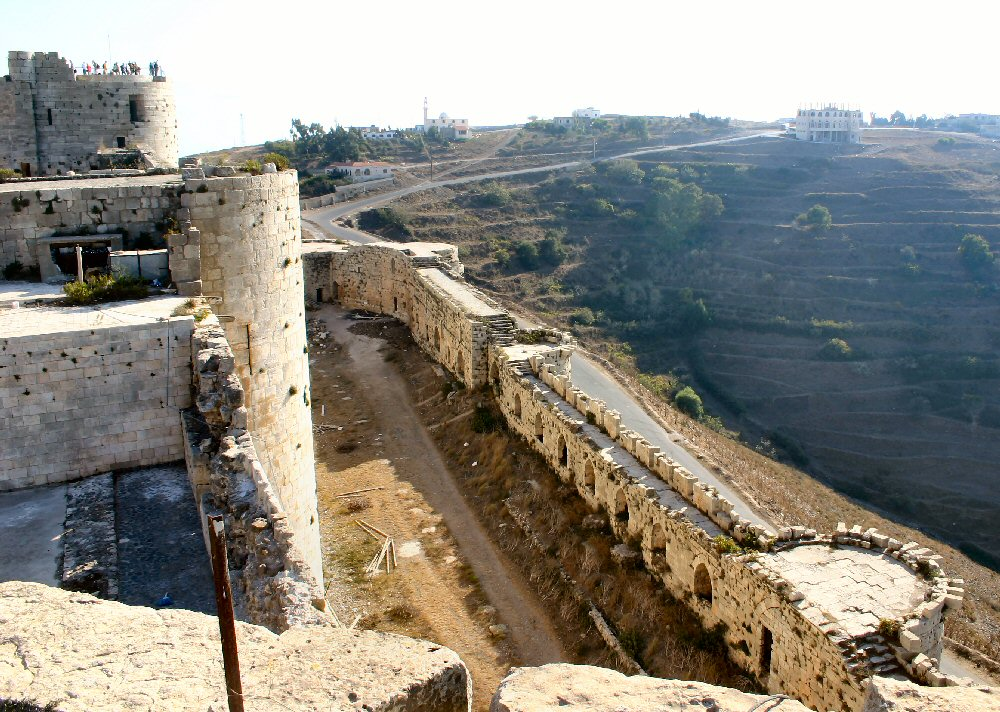

안뜰(inner bailey 또는 inner ward)이란 성에서 막벽으로 둘러싸인 공간이다. 중세 성의 중심부에 있는 견고한 요새이다.
안뜰은 영주와 그의 가족을 위한 가장 중요한 거주 공간과 방어 요소를 둘러싸고 있다.(그레이트 홀, 팔라스, 타워 하우스 및 아성 또는 버그프리드 등) 성의 우물이나 수조는 일반적으로 안뜰에서 발견되었다. 왜냐하면 과거에는 포위 공격을 오랫동안 견딜 수 있도록 물 공급이 특히 중요했기 때문이다.
안뜰은 일반적으로 성에서 가장 오래된 부분이다. 왜냐하면 여기에는 건축 중에 처음으로 지어진 건물이 포함되어 있기 때문이다.

## 같이 보기
- 안마당
- 안뜰 (해부학)
- 성 (건축)
- 성곽
- 성채